# Dobri Hristov
Dobri Hristov, in bulgaro Добри Христов? (Varna, 14 dicembre 1875 – Sofia, 23 gennaio 1941), è stato un compositore e direttore d'orchestra bulgaro, uno dei maggiori compositori bulgari della sua generazione.
Scrisse soprattutto musica corale e sacra, nonché musica per orchestra.

## Biografia
Hristov si diplomò al liceo Ferdinando I di Varna e divenne insegnante di scuola elementare. Si iscrisse al Conservatorio di Praga, allora diretto da Antonín Dvořák, nel 1900 e si diplomò nel 1903. Tornò a Varna nel 1904/1905, ritornando alla professione di insegnante. Nel 1907 si trasferì con la famiglia a Sofia. Vinse il primo premio al concorso per l'inaugurazione del Teatro Nazionale di Sofia con l'ouverture "Ivajlo". Attese allo sviluppo della cultura musicale bulgara, sia dal punto di vista organizzativo, come co-fondatore e direttore dell'associazione musicale Rodna pesen di Sofia, sia impiegando molti elementi folklorici nelle sue composizioni. Fu direttore d'orchestra dell'ensemble Sedmočislenici ("I sette santi") e del coro dell'omonima chiesa di Sofia, fra il 1911 e il 1928.

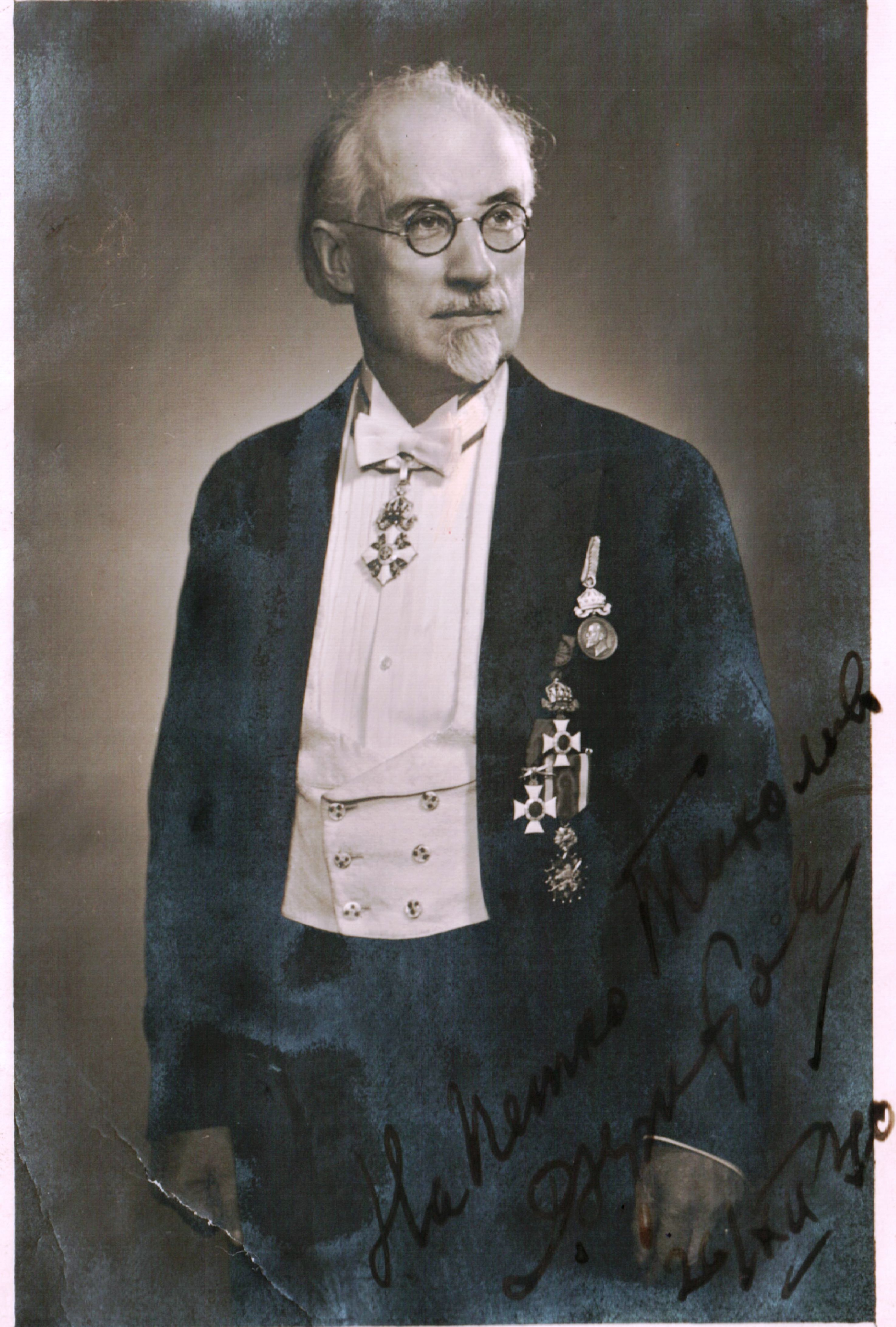
Dobri Hristov nel 1940.

Nel 1918 divenne direttore della Scuola musicale statale e nel 1922 docente di teoria musicale all'Accademia statale di musica, come pure vicedirettore del Teatro dell'opera nazionale. Nel 1926 fu nominato professore onorario all'Accademia statale di musica e tre anni dopo fu ammesso all'Accademia delle scienze bulgara. Dal 1930 fu professore a tempo pieno all'Accademia statale di musica.
Dal 1935 al 1941 diresse il coro della cattedrale di Sant'Alessandro Nevski di Sofia.

## Composizioni
Trasse ispirazione dalla musica popolare bulgara, seguendo l'esempio di Antonín Dvořák, ma evitando ogni idealizzazione romantica e mantenendo le sue specifiche caratteristiche metroritmiche e armoniche. Collezionista di folclore musicale bulgaro, fu autore di due opere nel campo della teoria musicale: Ritmičeskite osnovi na Narodnata ni muzika (Sofia, 1911) e  Tehničeskijat stroež na poggarskata Narodna muzika (Sofia, 1928). Come direttore d'orchestra, eseguì per la prima volta in Bulgaria molte opere dai classici vocali-strumentali, come l'oratorio La Creazione di Franz Joseph Haydn.
Compose fra il resto 2 Suite balcaniche (1903, 1916), l'ouverture Ivajlo (1906), Tutrakanska epopeja (1907), oltre a numerosi canti e brani corali (fra cui due Divine liturgie, 1925 e 1934). Arrangiò anche alcune canzoni popolari bulgare.
Fra i brani corali si ricordano:
- Blagoslovi, duše moja, Gospoda[8]
- Heruvimskaja pesn' No. 4[9]
- Nyne otpuščaješi[10]
- Svjatij Bože No. 4[11]
- Tebe Poem[12]